# Susanlyg
Susanlyg (en azéri : Susanlıq) est un village d'Azerbaïdjan situé dans le raion de Khojavend. De 1993 à 2020, c'était une communauté rurale de la région d'Hadrout dans la république du Haut-Karabagh sous le nom de Mokhrenes (en arménien : Մոխրենես). 

## Histoire
À l'époque soviétique, Mokhrenes fait partie du district d'Hadrout au sein de l'oblast autonome du Haut-Karabagh et la population est essentiellement arménienne.
À partir du 2 octobre 1992, le village est contrôlé par les forces arméniennes et constitue une communauté rurale de la région d'Hadrout, dans la république du Haut-Karabagh.
Le 9 novembre 2020, lors de la deuxième guerre du Haut-Karabagh, il est occupé par les forces armées azerbaïdjanaises. Rebaptisé Susanlyg, il est intégré au sein du raïon de Khojavend. La plus grande partie des maisons et des bâtiments sont détruits, dont l'église Saint-Serge, entre mars et juillet 2022.

## Démographie
La population s'élevait à 212 habitants en 2005 et à 180 habitants en 2015.

## Culture et patrimoine
Le patrimoine historique du village comprenait le monastère en ruines des « Sept portes » (Օխտը դռնի, Okhty Drni), remontant aux Ve et VIe siècles, un khatchkar des Xe et XIe siècles, un pont du XIIIe siècle, un cimetière des XVIIIe et XIXe siècles et l'église Saint-Serge (Սուրբ Սարգիս), construite en 1840 et démolie en 2022.